# Aripuanamiersluiper
De aripuanamiersluiper (Herpsilochmus stotzi) is een zangvogel uit de familie Thamnophilidae (miervogels). De soort werd voor het eerst wetenschappelijk beschreven in 2013 door de ornithologen Whitney, Cohn-Haft, Bravo, Schunck en Silveira. De door hen beschreven soort komt voor in Zuid-Amerika in de landen Brazilië en Peru.

## Vondst en naamgeving
De soort werd in de eerste helft van 2013 samen met andere 14 vogelsoorten, waaronder Zimmerius chicomendesi, ontdekt in het Braziliaanse Amazonewoud door een groep van voornamelijk Braziliaanse wetenschappers. Na hun ontdekking noemden zij deze vogel chorozinho-do-aripuanã. In de maand juli van hetzelfde jaar werd deze blauwe vogel wetenschappelijk beschreven in het Handbook of the Birds of the World.

## Verspreidingsgebied
Herpsilochmus stotzi komt voor van het zuiden van het Braziliaanse Amazonewoud tot het noorden van het Peruaanse Amazonegebied. In Brazilië kunnen ze worden gespot langs de oevers van de rivier Madeira en in Peru in de tropische bossen in de Amazone.

## Status
Door ontbossing gaan de populatie-aantallen achteruit, maar niet in een tempo dat plaatsing op de Rode Lijst van de IUCN rechtvaardigt. Om deze redenen staat deze miersluiper als niet bedreigd op deze lijst.